# Ambatondrazaka
17°50′S 48°25′Ø / 17.833°S 48.417°Ø
Ambatondrazaka ([amˌbatuɳɖʐaˈzakə̥]?) er en by og kommune i Madagaskar, som er regionshovedstad i Alaotra-Mangoro-regionen. Byen ligger 800 moh. og havde 75.675
indbyggere i 2004. 

## Geografi
Byen ligger syd for Madagaskars største sø, Alaotra. 

### Transport
Byen ligger ved jernbanelinjen MLA (Moramanga-Lac Alaotra). Amabatondrazaka har en flyveplads der ligger 2 km nord for byen.

## Historie
Den skrevne historie begynder i begyndelsen af 1800-tallet under kong Radama 1., men den mundtlige historie går længere tilbage.

## Befolkning
| 67 307                                   | 69 189 | 71 855 | 73026 | 75675 |
| Source : PCD of the CU of Ambatondrazaka |        |        |       |       |